# موسكوفو
موسكوفو (بالإيطالية: Moscufo)‏ هي بلدية في مقاطعة بسكارا في إقليم أبروتسو الإيطالي.

## السكان
في سنة 1861 بلغ عدد السكان 1٬857 نسمة، وتطور العدد ليصل في سنة 2011 لـ 3٬264 نسمة.
يظهر هذا المخطط البياني تطور النمو السكاني لـ موسكوفو

## توأمة
لموسكوفو اتفاقيات توأمة مع:
- ملافا